# Fallholmen, Borgå
Fallholmen är en ö i Finland. Den ligger i Finska viken och i kommunen Borgå i den ekonomiska regionen  Borgå i landskapet Nyland, i den södra delen av landet. Ön ligger omkring 50 kilometer öster om Helsingfors.
Öns area är 14,9 hektar och dess största längd är 0,7 kilometer i nord-sydlig riktning. Ön höjer sig omkring 25 meter över havsytan.